# اللغة العربية الفصحى الحديثة
اللغة العربية الفصحى الحديثة أو اللغة العربية المعيارية الحديثة أو اللغة العربية القياسية الحديثة أو فصحى العصر هي اللغة العربية الفصحى المستخدمة في عالم الإعلام والمحتوى العربي اليوم، وهي تمثل تطوراً لغوياً طبيعياً عن فصحى التراث التي استخدمت في الجاهلية و‌عصر صدر الإسلام. وتعكس الفروقات اللغوية بين فصحى التراث وفصحى العصر استجابة اللغة العربية لمتطلبات العصر الحديث في التواصل والإعلام. وعلى الرغم من أهمية هذه الفروقات وتأثيرها على جوانب اللغة جميعاً، بما يشمل النحو والمصطلحات والصوتيات (وخصوصاً في مجال الحركات والتشكيل)، وعلامات الترقيم، إلى جانب الفروقات الأساسية في أسلوب الكتابة الرسمية والأدبية، وظهور فنون كتابية جديدة لم تكن معروفة خلال فترة فصحى التراث، إلا أن هذه الفروقات لم تلقَ بعد ما تستحق من الدراسة والبحث من المتخصصين اللغويين العرب.

## اللغة العربية الفصحى الكلاسيكية واللغة العربية المعيارية الحديثة[2]
يُطلق مصطلح اللغة العربية الفصحى الكلاسيكية على اللغة العربية القائمة على اللغة القرآنية، والتي انتشر استخدامها منذ عصر صدر الإسلام، وصولاً إلى العصر الأموي، وانتهاءً بأواخر العصر العباسي، مع بدء انتشار ما سُمّي باللحن في اللغة، وهو الذي مهد لظهور اللهجات المحلية. بنيت هذه اللغة على اللغة العربية التي كانت سائدة في عصر ما قبل الإسلام، والمبنية على اللغة النبطية وخط المسند الذي انتشر في جنوب الجزيرة العربية. ومن المعروف أن عصر صدر الإسلام شهد تغييرات لغوية هامة في اللغة العربية الفصحى، منها ما فرضه توحيد قراءات القرآن الكريم (بالقراءات السبع أو العشر)، ومنها ما ارتبط بإضافة التنقيط والحركات على يد أبو الأسود الدؤلي وتعديلاتها على يد الخليل بن أحمد الفراهيدي.
أما مصطلح اللغة العربية المعيارية الحديثة فيُطلق على على اللغة العربية المستخدمة في الإعلام اليوم، والتي بدأت بواكيرها مع انهيار الإمبراطورية العثمانية وانتعاش اللغة العربية مع انتشار المطابع الحديثة في مطلع القرن العشرين، وبدأت ملامحها في التبلور بشكل واضح في النصف الثاني من ذلك القرن، مع انتشار حركة الأدب العربي الحديث.

### ازدواجية اللسان في اللغة العربية
من الجدير بالذكر أن اللغة العربية المعيارية الحديثة، وعلى الرغم من كونها لغة الإعلام العربي اليوم، إلا أنها تختلف عن اللغة العربية المحكية في المجتمعات الناطقة بالعربية. يعود ذلك إلى ظاهرة ازدواجية اللسان (ازدواجية لغوية)، حيث تتحدث المجتمعات الناطقة باللغة العربية بلهجاتها المحلية، في حين تكتب وتقرأ باستخدام اللغة العربية المعيارية الحديثة. ومن هذا المنطلق، فإنه وعلى الرغم من تعدد اللهجات المحكية واختلافها بين مكان وآخر، إلا أن اللغة العربية المعيارية الحديثة هي نوع لغوي موحد بين مختلف المناطق الجغرافية الناطقة باللغة العربية. ولم يكن العرب بلغتهم وثقافتهم وحضارتهم منعزلين عن مسيرة التطوّر البشري بل واكبوها منذ خطواتها الأولى إلى أن وصلوا إلى مفترق الطرق اللغوي في تاريخهم الحديث الذي أدى لظهور ازدواجية اللسان. ولعلنا لا ننكر أن أبناء ذلك العصر قد أصابوا وأخطؤوا حين قرروا العودة بلغتهم إلى جذورها، فهم شعروا بالخطر المحدق الذي يتربص لغتهم وثقافتهم ولتحقيق ذلك ما كان لهم إلا أن يتمسكوا بجذور لغتهم ويهذبوها من كل دخيل. ولكن الاستمرار في هذا النهج اللغوي في أواسط القرن التاسع عشر أثر سلباً على مرونة اللغة وقدرتها على التأقلم مع العصر، إذ دخلنا القرن العشرين وبين أيدينا إرث لغوي كلاسيكي لا يمكن التفريط به، فيما انفصل الشارع عن هذا الإرث ليطوّر أشكالاً لغوية لا يخفى على أي عربي تنوعها.[بحاجة لمصدر]
وبرزت خطورة هذا الانفصال بين شكلي اللغة مع الانتشار الواسع لوسائل التواصل الاجتماعي وقنوات الإعلام الرقمي، حيث انتقلت اللهجات العامية بشكلٍ عشوائي غير مضبوط لتدخل المحتوى العربي، فيما غفل الكثيرون عن أهمية العمل على التطوير اللغوي، علماً أننا نمتلك نموذجاً أولياً يمكن البناء عليه لتطوير لغة عربية حديثة مبنية على معايير منهجية، وهو الشكل اللغوي الذي بات يُعرف باسم اللغة العربية المعيارية الحديثة. ولعل أول الجهود الواجب القيام بها في هذا السياق هي تعريف العاملين في قطاع المحتوى العربي وتعزيز الوعي حيال المعنى المقصود باللغة العربية المعيارية الحديثة، نظراً لأن بعض الآراء المتخوفة ترى فيها محاولةً لتحويل اللهجات العامية إلى لغة عربية معتمدة، في حين أن المعيارية الحديثة ما هي إلا شكلُ محدّث عن اللغة العربية الكلاسيكية، إذ تأخذ بالإرث اللغوي القيّم الموجود في أمهات الكتب وتنطلق منه لتطوير اللغة العربية في النحو والاصطلاح واللفظ وعلامات الترقيم وأسلوب الكتابة

### الفروقات اللغوية بين الفصحى الكلاسيكية والعربية المعيارية الحديثة
يمكن تقسيم الفروقات بين اللغة العربية المعيارية الحديثة والعربية الفصحى الكلاسيكية إلى فئات علم اللغويات الثلاث، أي النحو والمصطلحات والصوتيات (وخصوصاً في مجال الحركات والتشكيل)، وعلامات الترقيم، إلى جانب الفروقات الأساسية في أسلوب الكتابة الرسمية والأدبية، وظهور فنون كتابية جديدة لم تكن معروفة خلال فترة اللغة العربية الفصحى الكلاسيكية.

#### الفروقات النحوية
لا يزال موضوع الفروقات النحوية بين هذين النوعين اللغويين يحتاج للكثير من البحث من قبل الدارسين واللغويين العرب، وتفتقر المكتبة العربية إلى دراسات وافية في هذا الخصوص، إلا أن من الممكن الوصول إلى بعض الاستنتاجات بناء على الدراسات الإحصائية، كتلك التي أصدرتها مؤسسة الأرابيك بالاعتماد على البحث الرقمي على الإنترنت (دراسة حول اللغة العربية المعيارية الحديثة). يلاحظ من نتائج هذه الدراسة أن الفروقات اللغوية تتمحور حول التبسيط اللغوي والابتعاد عن التراكيب المعقدة والأسلوب البلاغي، ومن أمثلة ذلك الميل إلى استخدام الجملة الفعلية والابتعاد عن أشباه الجمل والجمل الاسمية، وتجنُّب تعدد الخبر في الجمل الاسمية، والابتعاد عن أسلوب المدح والذم الكلاسيكي، وقلة استخدام المفعول المطلق والمفعول معه، وغير ذلك.

#### الفروقات في الاصطلاح
يمثل الاصطلاح الفارق الأهم بين النوعين اللغويين، نظراً لحاجة اللغة العربية المعيارية الحديثة لاستيعاب علوم العصر وتقنياته واصطلاحاتهما. وعلى الرغم من المحاولات الحثيثة لتعريب مصطلحات العالم الحديث بالطريقة الصرفية النحوية، وخصوصاً في النصف الثاني من القرن العشرين، إلا أن سرعة التطور وقصور المجامع اللغوية العربية عن اللحاق بها قاد إلى انتشار استخدام التعريب اللفظي كخيار شبه وحيد لتعريب المصطلحات الحديثة. إلا أن التعريب اللفظي لا يزال يعاني من بعض التحديات الأساسية، ومن بينها تعدد خيارات التعريب وغياب جهة ناظمة لتوحيدها، وغياب المعايير الواضحة لاستخدام حروف الاستبدال عند التعامل مع الأصوات غير الموجودة في الأبجدية العربية، وغياب الضوابط الأكاديمية لاستخدام التعريب اللفظي.

#### الفروقات في مجال الصوتيات[2]
يمكن تلخيص الفروقات بين اللغة العربية المعيارية الحديثة والعربية الفصحى الكلاسيكية في مجال الصوتيات في جانبين أساسيين: الأول هو الأصوات الدخيلة على الأبجدية العربية، والحركات والتشكيل.

##### الأصوات الدخيلة على اللغة العربية
على عكس اللغة العربية الفصحى الكلاسيكية، تتسامح اللغة العربية المعيارية الحديثة في استخدام الأصوات الدخيلة على الأبجدية العربية، مثل أصوات الحروف G و P و V في اللغة الإنجليزية. للأسف لا تزال حروف الاستبدال الصوتي التي تستبدل بها هذه الأصوات محل جدل وعدم اتفاق بين المتخصصين، فنجد صوت الحرف G على سبيل المثال معرباً بحرف الجيم في بعض الأحيان، والغين أو القاف في أحيان أخرى. يرجى العودة إلى ورقة العمل حول التعريب اللفظي التي أصدرتها مؤسسة الأرابيك للمزيد من التفاصيل حول هذا الموضوع.

##### الحركات والتشكيل
يمثل استخدام الحركات والتشكيل كتابة ولفظاً أحد أهم الفروقات بين اللغة العربية المعيارية الحديثة والعربية الفصحى الكلاسيكية، حيث تمثل الحركات والتشكيل جزءاً أساسياً من الكلمة في اللغة الفصحى الكلاسيكية، في حين تكتفي المعيارية الحديثة بالحركات الضرورية للّفظ السليم، وتفضل الوقوف على ساكن في غالبية الأحيان، حتى في وسط الجملة.
ينظر غالبية اللغويين العرب إلى الوقوف على ساكن في وسط الجملة بصفته ضعفاً في قدرات القراءة، إلا أن الانتشار الواسع لهذا الأسلوب في اللفظ يحتم على المتخصصين دراسة هذه الظاهرة ووضع معايير واضحة لها، تتجنب التشدد في لفظ الحركات والتشكيل، وفي الوقت ذاته تمنع التخلص من لفظ الحركات والتشكيل بشكل كامل.

#### الفروقات في علامات الترقيم
تختلف اللغة العربية المعيارية الحديثة عن اللغة العربية الفصحى الكلاسيكية في استخدام علامات الترقيم، حيث تميل لقبول علامات الترقيم الحديثة من اللغات الأخرى، مثل علامات التنصيص اللاتينية («أبجد»)، كما تستخدم علامات الترقيم التي فرضتها التكنولوجيا الحديثة، مثل علامة البريد الإلكتروني (@) وعلامة الهاشتاغ (#).

#### الفروقات في أسلوب الكتابة
تتبنى اللغة العربية المعيارية الحديثة أساليب الكتابة الحديثة، وتبتعد عن الأسلوب التقليدي الذي يشتمل على الديباجة. تعد بعض الأشكال الأدبية الحديثة امتداداً للأشكال الأدبية الكلاسيكية، مثل الموضوع القصير الذي يشتمل على مقدمة ووسط وخاتمة، في حين تبتعد بعض الأشكال الأخرى عن القيود الكلاسيكية، مثل أسلوب كتابة المقال البحثي أو مقال الرأي، أو الدراسة العلمية. كما برزت بعض أنواع الكتابة التي لا تشبه الكتابة الكلاسيكية العربية، مثل كتابة الدليل التقني أو المدونات أو غيرها. إلى جانب ذلك، اختفت بعض الأشكال الأدبية الكلاسيكية بشكل كامل، مثل المقامات.